# Ain't That Good News
Ain't That Good News är det trettonde och sista studioalbumet med den amerikanske R&B och soulsångaren Sam Cooke. Albumet släpptes av skivbolaget RCA Victor den 1 mars 1964. 

## Låtlista
Låtarna är skrivna av Sam Cooke, där inget annat namn anges.

### Sida 1
1. "Ain't That Good News"  – 2:30
2. "Meet Me at Mary's Place"  – 2:44
3. "Good Times"  – 2:28
4. "Rome Wasn't Built in a Day" (Sam Cooke, Beverly Prudhomme, Betty Prudhomme) – 2:34
5. "Another Saturday Night"  – 2:42
6. "Tennessee Waltz" (Pee Wee King, Redd Stewart) – 3:12

### Sida 2
1. "A Change Is Gonna Come"  – 3:13
2. "Falling in Love" (Harold Battiste) – 2:45
3. "Home" (Jeff Clarkson, Harry Clarkson, Peter van Steeden) – 2:32
4. "Sittin' in the Sun" (Irving Berlin) – 3:18
5. "No Second Time" (Clifton White) – 3:03
6. "The Riddle Song" (Traditional) – 2:30